# ルイス・マテ・マルドネス
ルイス・アンヘル・マテ・マルドネス（Luis Ángel Maté Mardones、1984年3月23日 - ）は、スペイン・マドリード出身の自転車競技（ロードレース）選手。

## 経歴
2011年、コフィディスへ移籍。
2016年、ブエルタ・ア・エスパーニャ第7、10、16ステージにて逃げに乗り、敢闘賞を獲得した。第16ステージの前日にツイッターで「明日逃げに乗るべきか？」をフォロワーに尋ね、大多数が”Yes”と言ったことで有言実行とばかりに逃げに飛び乗った。

## 主な戦績

### 2010年
- ツール・ド・サンルイス　区間優勝（第6ステージ）

### 2011年
- ルート・デュ・スュド　区間優勝（第4ステージ）

### 2012年
- ブエルタ・ア・アンダルシア　山岳賞

### 2016年
- ブエルタ・ア・エスパーニャ　敢闘賞（第7、10、16ステージ）

### 2021年
- ブエルタ・ア・アンダルシア  山岳賞